# Közép-európai Szabadkereskedelmi Megállapodás
A Közép-európai Szabadkereskedelmi Megállapodás (Central European Free Trade Agreement, CEFTA) egy közép- és délkelet-európai országokat tömörítő nemzetközi kereskedelmi szervezet.

## Tagországok
A CEFTA-nak jelenleg hét tagja van. Macedónia, valamint a 2007. május 1. után a szervezetbe felvételt nyert Albánia, Bosznia-Hercegovina, Koszovó, Moldova, Montenegró és Szerbia.
Európai uniós csatlakozásával megszűnt Horvátország, Románia, Bulgária, Csehország, Lengyelország, Magyarország, Szlovákia és Szlovénia tagsága.
| Egyezmény tagjai    | Egyezmény tagjai    | belépett | kilépett |
| ------------------- | ------------------- | -------- | -------- |
| Lengyelország       | Lengyelország       | 1992     | 2004     |
| Magyarország        | Magyarország        | 1992     | 2004     |
| Csehszlovákia       | Csehország          | 1992     | 2004     |
| Csehszlovákia       | Szlovákia           | 1992     | 2004     |
| Szlovénia           | Szlovénia           | 1996     | 2004     |
| Románia             | Románia             | 1997     | 2007     |
| Bulgária            | Bulgária            | 1999     | 2007     |
| Horvátország        | Horvátország        | 2003     | 2013     |
| Macedónia           | Macedónia           | 2006     | –        |
| Bosznia-Hercegovina | Bosznia-Hercegovina | 2007     | –        |
| Moldova             | Moldova             | 2007     | –        |
| Szerbia             | Szerbia             | 2007     | –        |
| Montenegró          | Montenegró          | 2007     | –        |
| Albánia             | Albánia             | 2007     | –        |
| Koszovó             | Koszovó             | 2007     | –        |

## Tagsági feltételek
A volt Poznańi Deklaráció kritériumai:
- WTO tagság
- Társulási megállapodás az Európai Unióval egy későbbi, teljes jogú EU-tagság érdekében
- Szabadkereskedelmi szerződés a jelenlegi CEFTA tagországokkal

A 2005-ös zágrábi konferencia után kialakult feltételek:
- WTO tagság vagy a WTO szabályainak teljes körű betartása
- Bármilyen EU társulási megállapodás
- Szabadkereskedelmi szerződés a jelenlegi CEFTA tagországokkal

## Története

### Eredeti egyezmény
Az eredeti CEFTA egyezményt a visegrádi négyek néven ismert országok (Lengyelország, Magyarország, Csehszlovákia (később Csehország és Szlovákia)) írták alá 1992. december 21-én Krakkóban. Az egyezmény 1994 júliusában lépett életbe. A CEFTA-n keresztül a tagországok a nyugat-európai intézményekkel való integrációt remélték felgyorsítani, hogy így bekapcsolódhassanak az európai politikai, gazdasági, védelempolitikai és jogi rendszerekbe, és ezáltal konszolidálják a tagországok demokratikus voltát és szabadpiaci gazdaságát.
Az egyezményt 1995. szeptember 11-én Brnóban, 2003. július 4-én Bledben bővítették ki.
Szlovénia 1996-ban csatlakozott a CEFTA-hoz, amelyet 1997-ben Románia, 1999-ben Bulgária, 2002-ben Horvátország és 2006-ban Macedónia követett.

### CEFTA 2006 egyezmény
Macedónia kivételével az eredeti CEFTA egyezmény tagországai mind beléptek az Európai Unióba, és így kiléptek a CEFTA-ból. Az a döntés született, hogy a CEFTA-t az összes többi balkáni államra is kiterjesztik, mivel ezek már amúgy is egy sor kétoldali szabadkereskedelmi szerződést kötöttek egymással a Délkelet-európai Stabilitási Paktum keretén belül. 2006. április 6-án a bukaresti délkelet-európai miniszterelnöki csúcstalálkozón elfogadták a CEFTA kiterjesztését Albánia, Bosznia-Hercegovina, Koszovó, Moldávia, Szerbia és Montenegró tagállamokra. Ukrajna esetleges tagságáról szintén szó esett. Az újonnan kibővített egyezményt 2006. november 19-én ellenjegyezték Brüsszelben, majd a december 19-i délkelet-európai miniszterelnöki csúcstalálkozón Bukaresten írták alá.. A dokumentumot 2007 szeptemberéig Szerbia kivételével az összes tagország ratifikálta, és az új CEFTA egyezmény 2007 augusztusában lépett életbe. Bosznia-Hercegovina az egyezményt 2007. szeptember 6-án, Szerbia 2007. szeptember 24-én ratifikálta. Az egyezmény célja, hogy 2010. december 31-ig létrejöjjön a regionális szabadkereskedelmi zóna.

## Kapcsolatok az EU-val
Az összes korábbi tagország már kötött társulási megállapodást az EU-val, így a CEFTA a teljes jogú EU-tagság előkészítésében is segített. Csehország, Lengyelország, Magyarország, Szlovákia és Szlovénia 2004. május 1-jén vált az Európai Unió tagjává, Bulgária és Románia pedig 2007. január 1-jén. Horvátország 2013. július 1-jén lett EU-tag. Macedónia hivatalos EU-tagjelölt.
Az EU ajánlását követően a jövendőbeli tagországok szabadkereskedelmi zónák megalapításával készülnek a tagságra. A CEFTA-országok külkereskedelmének döntő hányada az EU-tagországokkal zajlik.

## Külső hivatkozások
- Az eredeti CEFTA szerződés
  - 1997. évi XCII. törvény a Közép-Európai Szabadkereskedelmi Megállapodást módosító Megállapodás kihirdetéséről[halott link]
- CEFTA 2006 egyezmény